# Personatges
Personatges va ser un programa d'entrevistes a TVE Catalunya. Va començar a emetre's al setembre del 1977 i va estar presentat per Montserrat Roig.

## Programes
- Joan Fuster
- Bella Dorita
- Carles Ferrer Salat
- Maria Aurèlia Capmany
- Antoni Tàpies
- Cipriano García
- Marta Mata
- Francesc de Borja Moll
- Maria del Mar Bonet
- Vicent Andrés i Estellés
- Miquel Tarradell
- Paco Candel
- Joan Oró
- Mary Santpere
- Manuel Tarrés
- Guillem Timoner
- Neus Català
- Francesc Vila Rufas Cesc
- Irene Puigvert
- Manuel Ibáñez Escofet
- Fabià Puigserver
- Jordi Gol
- Frederic Mompou
- Antoni Ramallets
- Escamillo
- Cassià Marià Just
- Joan Ponç
- Joan Oliver (Pere Quart)
- Andreu Alfaro
- Oriol Martorell
- Ovidi Montllor
- Josep Maria Flotats
- Josep Melià
- Núria Espert
- La Trinca
- Basili de Rubí
- Josep Vidal Riembau Pep Jai
- Néstor Luján
- Jordi Carbonell Ballester
- Tete Montoliu
- Julieta Serrano
- Fabià Estapé
- Lluís Lach
- Pascual Iranzo
- Pau Vila i Dinarés
- Pierre Vilar

## Supressió
La direcció de TVE Catalunya el va eliminar de la programació el juliol de l'any 1978, amb l'argument que, després de quaranta-nou programes, no quedaven més personatges interessants per a entrevistar. El motiu real, però, va ser l'opció política de Montserrat Roig, que va figurar en les llistes electorals del PSUC.